# Витмарсюм
Витмарсюм (з.-фриз. Wytmarsum) — посёлок в муниципалитете Вюнсерадил провинции Фрисландия, Нидерланды. Население около 2000 человек. Витмарсюм знаменит тем, что является родиной Менно Симонса (1496—1561) — основоположника меннонитства. В честь Витмарсюма в Бразилии в 1930 году меннонитами, переселенцами из России, было названо новое поселение, имеющее в настоящее время статус муниципалитета (см. Витмарсум).
Витмарсум является также родиной Пима Мюлира (1865 −1954), стоящего у истоков организации Футбольной федерации Нидерландов.